# Marceli Zboiński
Marceli Zboiński (ur. 16 stycznia 1846, zm. 16 października 1896 we Lwowie) – aktor, śpiewak, reżyser teatralny, powstaniec styczniowy.

## Życiorys
Był synem ziemianina Wincentego Zboińskiego h. Ogończyk i Ludwiki z Wolskich, ojcem śpiewaczki operowej – Heleny Zboińskiej-Ruszkowskiej. Uczył się w gimnazjum w Rzeszowie, następnie w konwikcie Józefczyka w Krakowie.
Walczył w powstaniu styczniowym w Żuawach Śmierci. W 1864-66 prowadził dzierżawę majątku ziemskiego w okolicach Sanoka. Podobno studiował przez pewien czas na Wydziale Filozoficznym Uniwersytetu Jagiellońskiego. W 1866 zaangażował się do zespołu prowincjonalnego Józefa Bendy, u którego grał w Jarosławiu i Jaśle wraz z Fiszerem, Podwyszyńskim i Webersfeldem.
Od 1867 występował w zespole Miłosza Stengla, najpierw w Stanisławowie, potem m.in. w Tarnowie, Krośnie, Łańcucie, Szczawnicy, Solcu, i w Rzeszowie w trupie Konstantego Łobojki. W latach 1870–1871 wyjechał z galicyjskimi aktorami do Wielkopolski (grając m.in. w teatrze poznańskim i w Kaliszu) i na Pomorze (Toruń, Chełmno, Lubawa).
Na sezon artystyczny 1871/72 został zaangażowany do teatru krakowskiego (debiut w roli Janusza w Panu Jowialskim). Latem 1872 występował też z zespołem aktorów krakowskich na wyjazdach w Poznaniu i Krynicy. Od jesieni 1872 zaangażował się do teatru lwowskiego, gdzie grał do roku 1893. W teatrze lwowskim także reżyserował operetki i dramaty (m.in. w 1891 Sen nocy letniej). Latem wyjeżdżał z lwowską operą i operetką do Krakowa (w latach: 1877, 1880, 1883, 1887), w 1878 z zespołem lwowskim grał w warszawskich teatrach ogródkowych (m.in. „Eldorado”). Angażowany na gościnne występy i solowe tournee – m.in. przez Warszawskie Teatry Rządowe i Teatr w Petersburgu. Od jesieni 1893 Tadeusz Pawlikowski zaangażował go do Krakowa, gdzie grał do lata 1896 takie role jak: Maksymilian Moor (Zbójcy), Miller (Intryga i miłość), Dunkan (Makbet), Poloniusz (Hamlet), Ben Akiba (Uriel Akosta), Michonnet (Adrianna Lecouvreur), Wojewoda (Mazepa). Od r. 1896 ponownie zaangażował się do teatru lwowskiego, gdzie pozostał już do emerytury.
Karol Czapelski w „Tygodniku Ilustrowanym” wspominał jego „wysoką postać, słuszny wzrost, twarz wyrazistą, o żywym, modrym oku i donośny o sympatycznym brzmieniu organ głosu”. Zboiński był obdarzony dobrym barytonem i nieźle śpiewał. „Wielka inteligencja, talent niezaprzeczony, przepyszne warunki sceniczne, zdawały się uprawniać Zboińskiego do zajęcia pierwszorzędnego stanowiska na scenie” – pisał o nim Stanisław Pepłowski. Słynął z ról kontuszowych, w nim „znalazła tradycja kontuszowa jednego z ostatnich swych reprezentantów”. Najlepsze role Zboińskiego w tym zakresie to m.in. Radziwiłł (Panie Kochanku), Petryłło (Miód kasztelański), Ignacy (Marcowy kawaler), Damazy Żegota (Pan Damazy), Szambelanic Czarnoskalski (Rozbitki), Horsztyński (Horsztyński), Staroświecki (Żydzi), doskonale odtwarzał też wiele postaci fredrowskich, m.in. Majora (Pan Geldhab), Rotmistrza i Majora (Damy i huzary), Pułkownika (Pan Benet), Cześnika, Rejenta i Dyndalskiego (Zemsta). Cieszył się również uznaniem śpiewając partie barytonowe w operetkach i operach, tworząc zabawne, charakterystyczne postaci, takie jak: Eisenstein (Zemsta nietoperza), Achilles (Piękna Helena), Dokupił (Duch wojewody), Podczaszyc (Hrabina), Maciej (Straszny dwór). Trudnił się przekładami sztuk z francuskiego i angielskiego.